# Estação Villiers
Villiers é uma das estações das linhas 2 e 3 do Metrô de Paris, localizada no limite do 8.º e do 17.º arrondissements de Paris.

## Localização
A estação está situada sob a place Prosper-Goubaux, no início da avenue de Villiers.

## História
A estação foi aberta em 21 de janeiro de 1903 sob o nome de Avenue de Villiers, poucos meses após a entrada em funcionamento da extensão da linha 2 Nord (atual linha 2) entre Étoile e Anvers; até então, os trens a cruzavam sem parar nela.

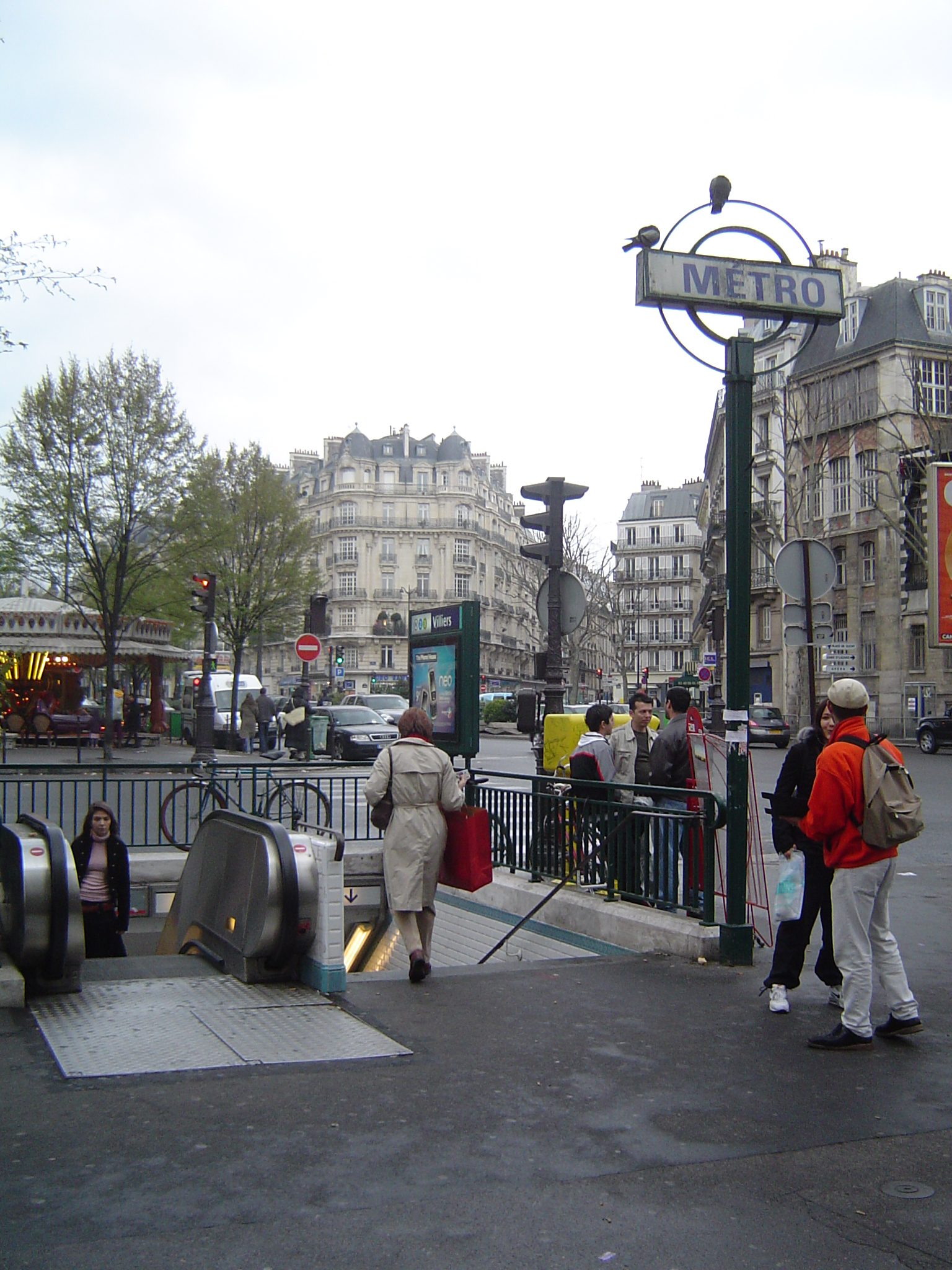
Um dos acessos da estação

Ela deve o seu nome à sua proximidade com a avenida de mesmo nome. O nome de Villiers é uma deformação de "Villare", antiga aldeia do século XVII, localizada no local da atual rue de Courcelles.
Durante o lançamento da linha 3, cuja estação constituía o terminal ocidental, em 19 de outubro de 1904, as plataformas dos dois pontos de parada foram estabelecidas no mesmo nível e contíguas. A partir de 1905, as obras de extensão desta linha planejadas até Porte de Champerret impuseram para reduzir o nível de sua estação, a fim de fazer passar as vias da linha 3 abaixo daquelas da linha 2, o que explica assim o aspecto atual da estação, muito particular: as plataformas das duas linhas são paralelas, mas com uma diferença de nível de alguns metros.
O pintor Édouard Vuillard fez em 1916 um esboço desta estação.
A partir da década de 1950 até 2008, os pés-direitos dos dois pontos de parada são revestidos com uma curvatura metálica com montantes horizontais azuis e quadros publicitários dourados iluminados. Antes de sua remoção à ocasião da renovação da estação, concluída em 2009 no âmbito do programa "Renovação do metrô" da RATP, foi concluído os assentos "coque" característicos do estilo "Motte", de cor azul.
Em 2011, 6 193 182 passageiros entraram nesta estação. Ela viu enter 6 309 746 passageiros em 2013, o que a coloca na 53ª posição das estações de metrô por sua frequência.

## Serviços aos Passageiros

### Acessos
A estação tem três acessos:
- 1, boulevard de Courcelles
- 2, boulevard de Courcelles
- 27, boulevard de Courcelles. A edícula Guimard deste acesso é inscrita ao título dos monumentos históricos por decreto de 29 de maio de 1978.[4]

### Plataformas
As plataformas das duas linhas são de configuração padrão: duas plataformas laterais por ponto de parada, elas são separadas pelas vias do metrô situadas ao centro e a abóbada é elíptica. A estação da linha 3 possui no entanto uma altura sob o teto largamente superior à normal (ver acima) e os pés-direitos  verticais em consequência. A decoração é do estilo utilizado pela maioria das estações de metrô em ambos os casos: as faixas de iluminação são brancas e arredondadas no estilo "Gaudin" da renovação do metrô da década de 2000, e as telhas em cerâmica brancas biseladas recobrem os pés-direitos, os tímpanos, a abóbada e as saídas dos corredores. Os quadros publicitários são em cerâmicas brancas e o nome da estação é inscrito em fonte Parisine em placas esmaltadas. Os assentos são de estilo "Akiko" de cor azul na linha 2 e ciano na linha 3.

### Intermodalidade
A estação é servida pela linha 30 da rede de ônibus RATP e, a 200 metros aproximadamente da parada Malesherbes - Courcelles situada no boulevard Malesherbes, pela linha 94 da mesma rede.
À noite, ela é servida pelas linhas N16 e N52 da rede Noctilien.

## Pontos turísticos
- Musée Cernuschi, Musée des Arts asiatiques de la Ville de Paris
- Musée Nissim-de-Camondo
- Lycée Chaptal
- Lycée Racine

## Galeria de fotografias

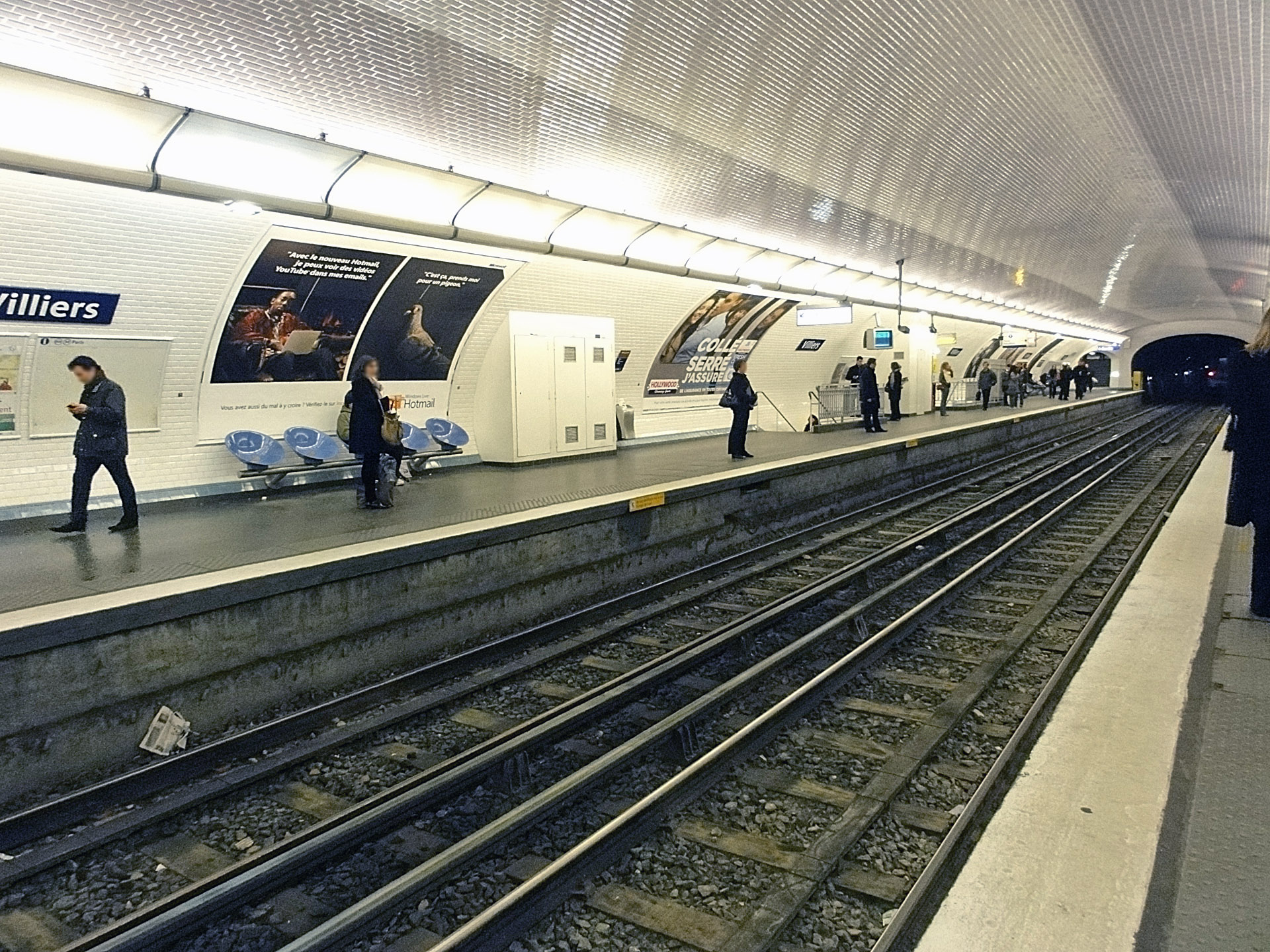
A estação da linha 2 após a sua renovação.
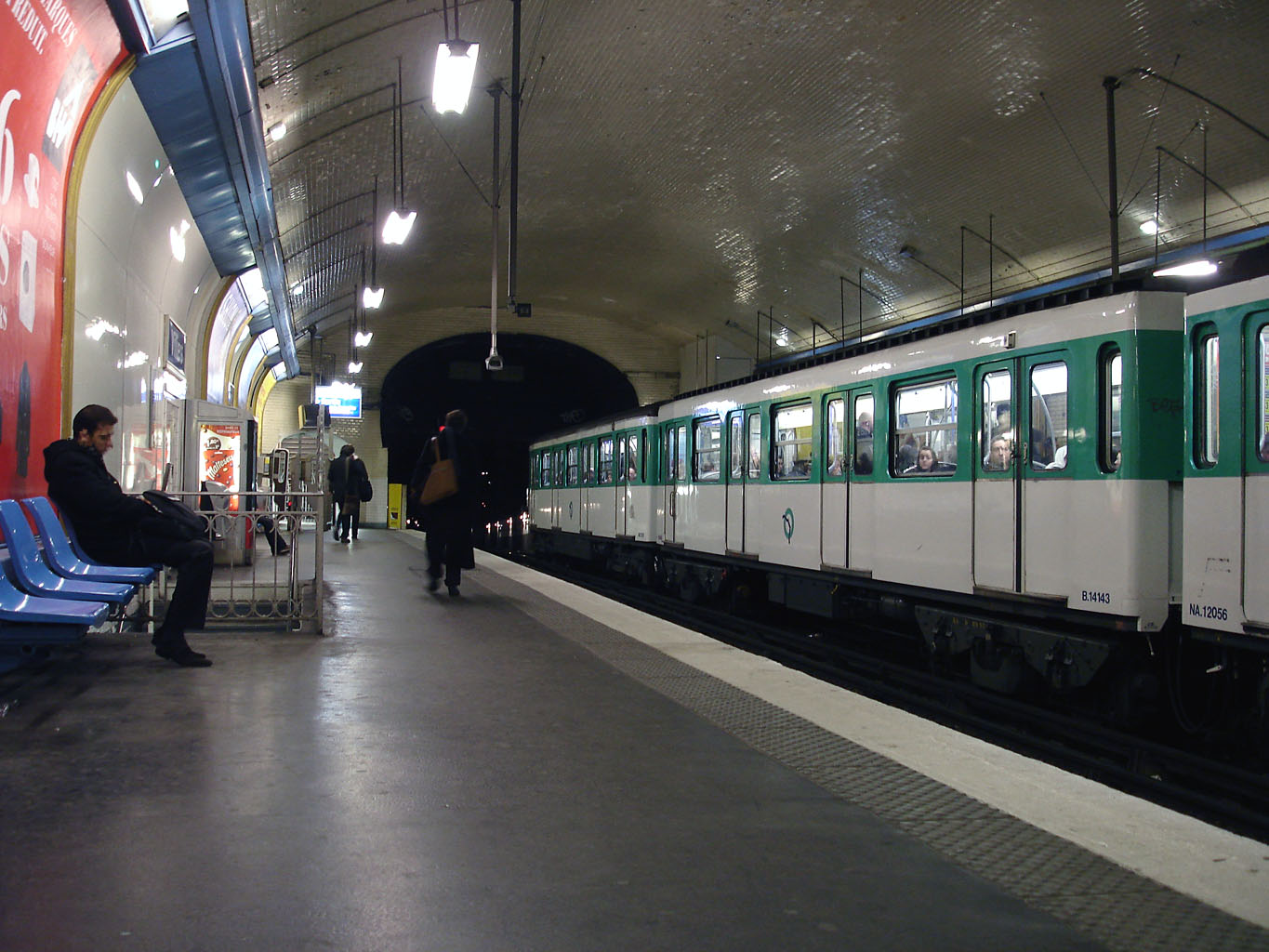
A estação encorpada versão da linha 3 antes de sua renovação.
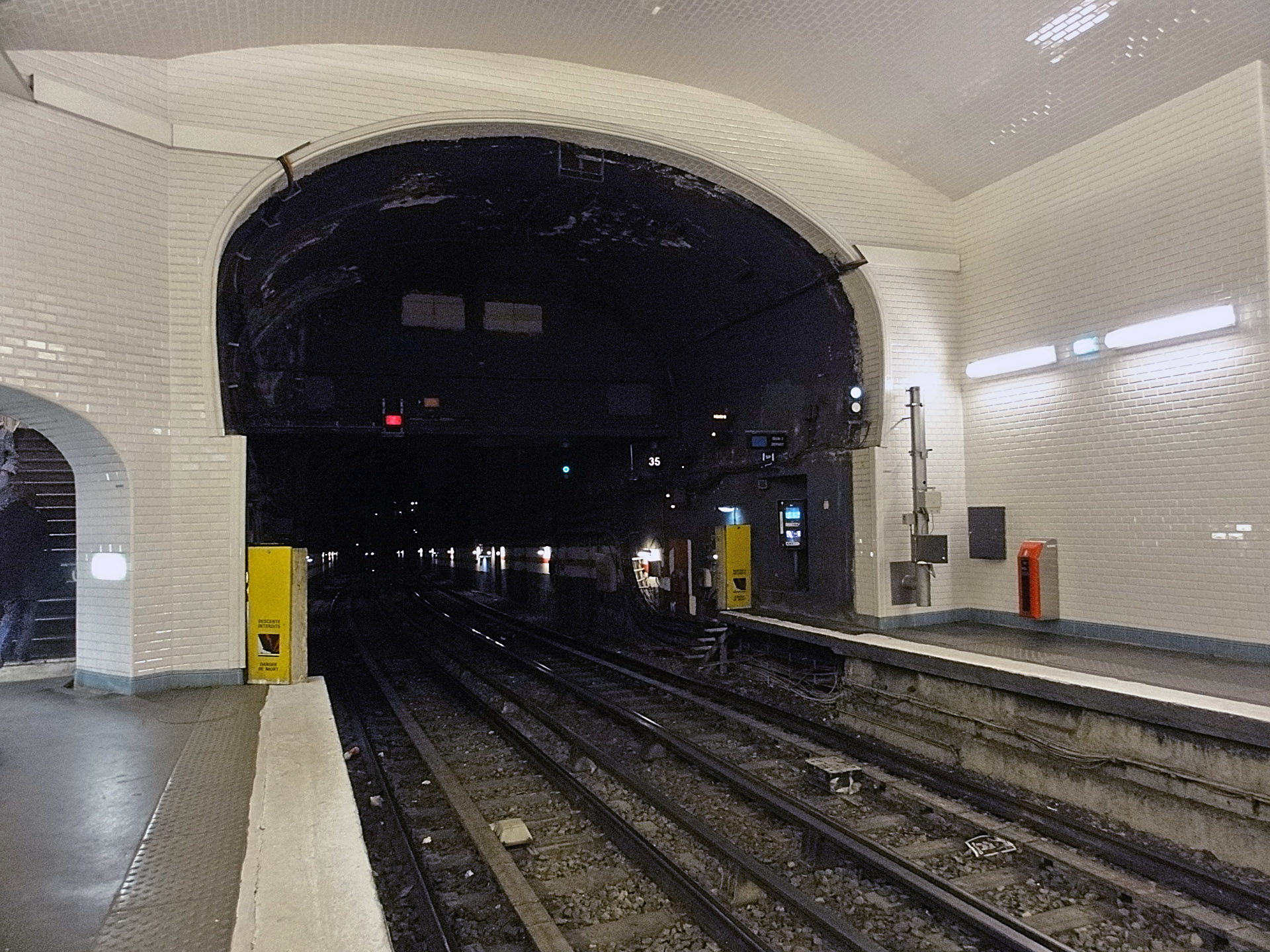
A abóbada da estação da linha 3, particularmente desde a extensão da linha para o Oeste.
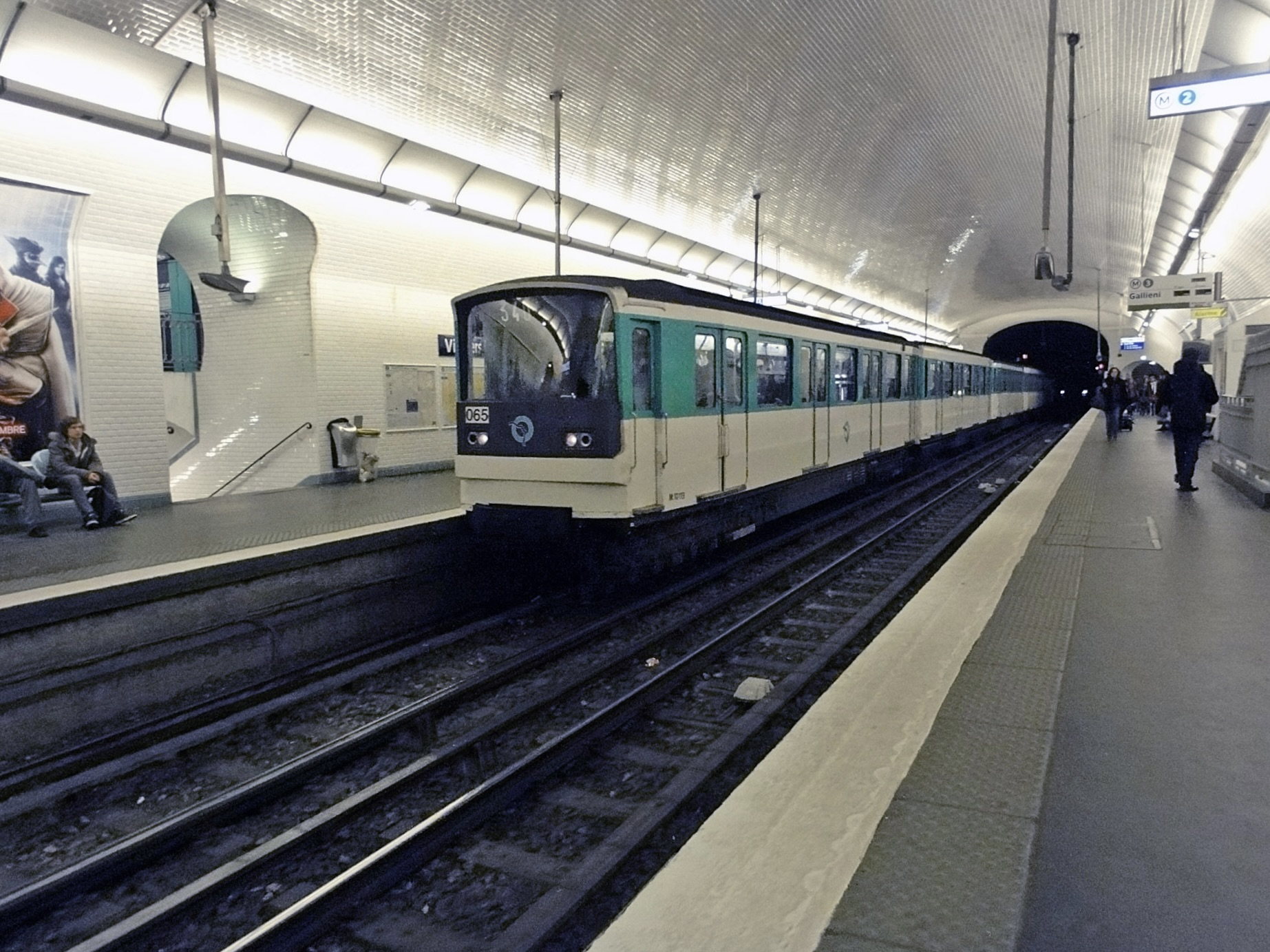
A chegada de um MF 67 na estação da linha 3.